# ÅFS Floorball
ÅFS Floorball er en dansk floorballklub fra Aarhus. Klubben er en del af Århus Firma Sport og har over 150 medlemmer. 